# 1113-as mellékút (Magyarország)
Az 1113-es számú mellékút egy négy számjegyű, mintegy 21 kilométeres hosszúságú mellékút Pest vármegyében, a Szentendrei-szigeten, annak legfontosabb útja, a nagyjából 30 kilométer hosszúságú dunai sziget jó kétharmadán húzódik végig. Érdekessége, hogy egyik végpontján sem csatlakozik közúthoz, csak Tahitótfalu központjában keresztez egy másik, négy számjegyű utat, illetve közbenső szakaszain ágaznak ki belőle alsóbbrendű, öt számjegyű utak.

## Nyomvonala
Szigetmonostor központjától délre indul, a Szentendre–Szigetmonostor-kompjárat lehajtójától. Végig nagyjából a Szentendrei-sziget hossztengelyével párhuzamosan, attól kicsit nyugatra húzódik, tehát Tahitótfaluig a jellemző iránya körülbelül északi, onnan tovább északnyugati. Kezdete után szinte azonnal (még a 0+400-as méterszelvénye előtt) kiágazik belőle a Dunakeszi-Horány kompjárathoz vezető 11 306-os út.
2,3 kilométer után éri el Szigetmonostor belterületének déli szélét, 2,8 kilométer után pedig annak központját. Majdnem pontosan a 3. kilométerénél, a lakott terület északi részén ágazik ki belőle nyugat felé a Leányfalu–Szigetmonostor-kompjárathoz vezető 11 307-es út, 3,6 kilométer után pedig átszeli Szigetmonostor északi határait.
Pócsmegyer területén folytatódik, szinte azonnal egy zártkerti jellegű településrész nyugati szélét kísérve, Sziget út néven. 4,7 kilométer megtételét követően már Surány településrész belterületeinek peremén húzódik, majd Surány északnyugati szélén, csaknem pontosan a hatodik kilométerénél kiágazik belőle, ugyancsak nyugat felé a 11 313-as út, amely Pócsmegyer ófalujába, és azon át a Leányfalu–Pócsmegyer-kompjárathoz vezet.
A 8+600-as kilométerszelvénye közelében keresztezi Tahitótfalu határát, a község első házait a 9. kilométere közelében éri el. Neve a központig Béke út, ám a faluszerkezet adottságai miatt ezen a néven egy szakaszon dél felé egyirányú: ott (a 10. kilométere közelében) az alig 300 méternyi ellenkező irányú párja, egyetlen háztömbbel keletebbre húzódva a 11 611-es számozást viseli, Dózsa György utca néven.
Ezután egy rövid szakaszon, körülbelül a 10+500-as és 10+700-as kilométer-szelvényei között közös nyomvonalon halad az 1114-es úttal (a közös szakaszon a két út kilométerei ellentétes irányban számozódnak), majd továbbhalad a sziget legészakibb fekvésű települése, Kisoroszi felé, melynek határát 16,7 kilométer után lépi át. E község központjában ér véget, ahol feloldódik a falu utcái között. A településen még kiágazik belőle a 11 317-es út, amely a falut Dunabogdány és Visegrád határvonalával (Szentgyörgypuszta) összekötő komp felhajtójáig vezet.
Teljes hossza, az országos közutak térképes nyilvántartását szolgáló kira.gov.hu adatbázisa szerint 21,080 kilométer.